# Toila
Toila est un petit bourg de la Commune de Toila du comté de Viru-Est en Estonie .
Au 31 décembre 2011, il compte 780 habitants.

## Histoire
Le premier théâtre estonien à la campagne date de 1882 à Toila, sous la direction d'Abram Simon.